# Siona
El siona (també coneguda com a Bain Coca, Pioje, Pioche-Sioni, Ganteyabain, Ganteya, Ceona, Zeona, Koka, Kanú) és una llengua que pertany al grup occidental de la família de les llengües tucanes parlada a Colòmbia i l'Equador pel poble siona. La llengua és essencialment similar al secoya, però els seus parlants són ètnicament diferents. El 2013 tenia uns 550 parlants. El dialecte teteté (Eteteguaje) és extingit.

## Fonologia
Vocals
Hi ha 6 vocals orals i sis vocals nasals. Només es produeixen les vocals nasals al costat d’una consonant nasal /m/ o /n/.
|         | Posterior | Central | Anterior |
| Tancada | i ĩ       | ɨ ɨ̃     | u ũ      |
| Mitjana | ɛ æ̃       |         | o õ      |
| Oberta  |           | a ã     |          |

Consonants
Hi ha dues sèries de consonants obstruents. Totes dues sovint produeixen un retard notable abans de l'aparició de la vocal següent: la sèrie 'fortis' (escrita p t č k kw s h hw) tendeix a ser aspirada, amb una transició sonora a la vocal, mentre que la sèrie 'lenis' (escritesb d g gw ’ z), opcionalment sorda, és glotalitzada, amb una transició silenciosa a la vocal, que al seu torn tendeix a ser laringelitzada. L'oclusiva glotal sorda és feble i es nota principalment en l'efecte laringelitzant que té sobre les vocals adjacents.
|                   | bilabial | alveolar    | prepalatal | velar   | labio-velar | glotal |
| Oclusives sordes  | pʰ       | t̪ʰ          | tʃʰ        | kʰ      | kʷʰ         |        |
| Oclusives sonores | pˀ ~ bˀ  | ʈˀ ~ ɖˀ ~ ɾ |            | kˀ ~ ɡˀ | kʷˀ ~ ɡʷˀ   | ʔ      |
| Fricatives        |          | s ; sˀ ~ zˀ |            |         |             | h ; hʷ |
| Nasal             | m        | n           |            |         |             |        |
| Semivocal         |          |             | j ~ ɲ      |         | w           |        |

/ʈˀ/ és realitzada com a [ɾ] entre vocals. /j/ és realitzada com a [ɲ] al costat de les vocals nasals.
Accent
L'accent és obligatori en totes les formes verbals, les paraules arrel i alguns sufixos. Desapareix quan la síl·laba no és el nucli d’una paraula fonològica. Alguns morfemes monosil·làbics tenen formes tant accentuades com àtones. Tot i que la posició de l'accentuació dins d'una paraula no és contrastiva, l'al·lofonia vocal i consonàntica depèn de si s’accentua una síl·laba. Les vocals accentuades inicials seguides de vocals àtones són llargues i tenen un to decreixent.